# 绣衣坊
汝城绣衣坊位于湖南省汝城县卢阳镇益道村三拱门范家村口，建于明正德十四年（1519年），为表彰监察御史范辂而建。2006年5月被列为湖南省级文物保护单位。2013年，绣衣坊（含范氏家庙和中丞公祠）被列入第七批全国重点文物保护单位。
绣衣坊是湖南省石牌坊建造时代最早的一座，被誉为“湖南第一坊”。

## 背景
“绣衣”是监察御史的别称。范辂曾任监察御史，期间上书弹劾宁王朱宸濠和宦官勾结，而遭诬陷入狱贬官，后宁王起兵谋反失败，得以平反。

## 结构
牌坊座东朝西，白石结构，三门四柱，三层歇山顶屋顶，屋顶下是仿木构的石制斗拱。檐口部位分别用阴刻、浮雕、圆雕、透雕等手法，雕刻了“双狮滚球”、“双凤朝阳”等图案。正中牌匾书“绣衣坊”三字。横额右上部阴刻上款“巡按湖广监察御史毛伯温，整饬郴桂兵备副使汪玉，郴州知州沈炤同、鲁玘、判官司姚佐为邑人监察御史范辂立”，左下部阴刻下款“桂阳知县陈德本，典使张万釜，儒学教谕吴洲，训导李珍，大明正德十四年十二月二十四日立”。四根柱子的脚部有抱鼓石。

## 范氏家庙

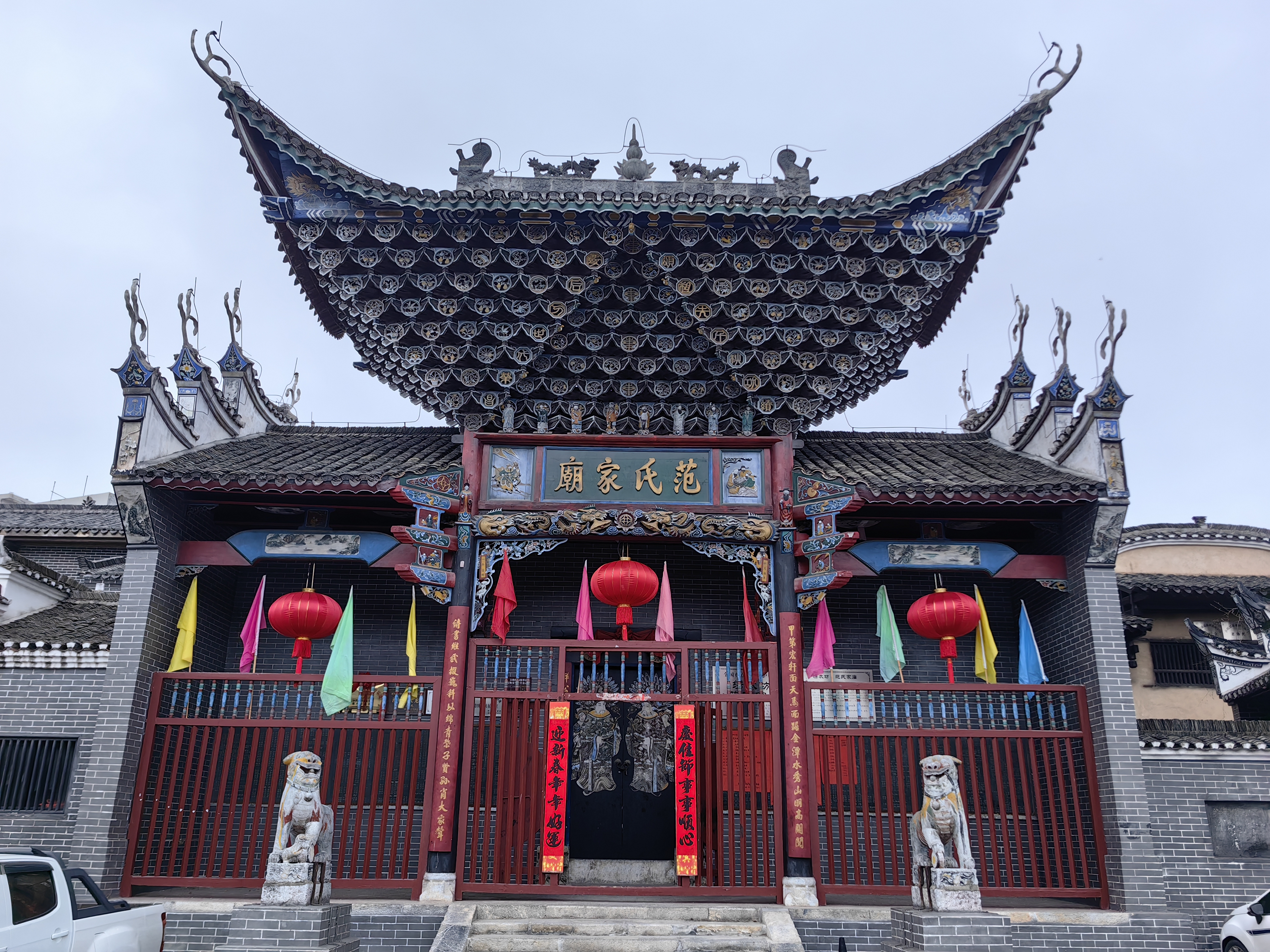

始建于明成化二十一年（1485年）。三进三开间，两天井，如意斗拱鸿门楼和三级彩绘墀头封火山墙，额枋上题挂“范氏家庙”。门前立有双狮，门上悬挂“翰林第”、“荣禄大夫”、“谏议大夫”、“通政大夫”、“朝议大夫”、“振威将军”等匾额。中厅两侧的楹联为：“寰宇犹一家常存先忧后乐之志；本支垂百世宜敦上和下睦之风”。内有王守仁赠的“世笃忠正”匾额。

## 中丞公祠

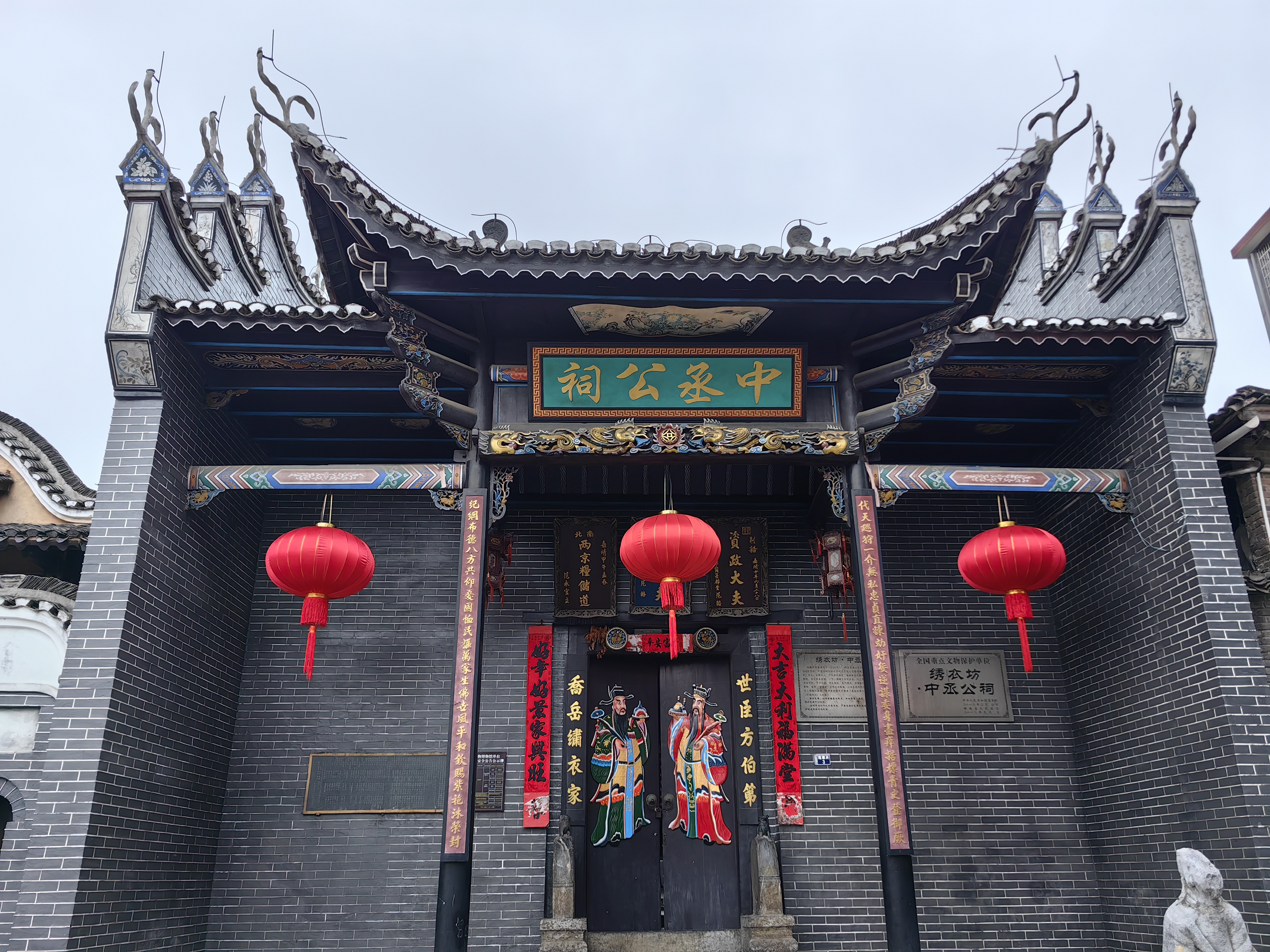

始建于明嘉靖元年（1522年）。三开间三进深二天井，门楼双檐翘角。高平屋饰三级彩绘墀头封火山墙，鸿门楼上悬挂“中丞公祠”匾额，中厅有书法家范廷扬所书《范辂传记》雕匾。